# Rubén Ruiz Díaz
Rubén Martín Ruiz Díaz (né le 11 novembre 1969 à Asuncion au Paraguay) est un joueur de football international paraguayen, qui évoluait au poste de gardien de but.

## Biographie

### Carrière en sélection
Avec l'équipe du Paraguay, il a joué 14 matchs (pour aucun but inscrit) entre 1989 et 1998. 
Il figure dans le groupe des sélectionnés lors de la coupe du monde de 1998 (sans jouer de matchs lors de la phase finale). Il dispute toutefois 5 matchs comptant pour les tours préliminaires de cette compétition.
Il participe également aux Copa América de 1989, de 1991, de 1995 et de 1997, ainsi qu'aux JO de 1992. Il est demi-finaliste de la Copa América en 1989.